# Боярский, Пётр Михайлович
Пётр Миха́йлович Боя́рский (4 (16) июня 1870 — 21 апреля 1944) — русский общественный и государственный деятель, последний Казанский губернатор.

## Биография
Православный. Из потомственных дворян Полтавской губернии. Землевдаделец Лубенского уезда (родовое имение при селе Тимки).
Окончил коллегию Павла Галагана (1889) и юридический факультет Петербургского университета (1893).
По окончании университета поступил на службу в канцелярию 1-го департамента Сената с производством в губернские секретари.
Чины: коллежский секретарь (1896), титулярный советник (1899), коллежский асессор (1902), надворный советник (1906), коллежский советник (1910), статский советник (1912), камергер (1914), действительный статский советник (1915).
В 1894 году был переведен в канцелярию уголовного кассационного департамента Сената, а в 1896 — назначен младшим помощником обер-секретаря. 27 июня 1898 назначен товарищем прокурора Черниговского окружного суда.
В 1900 году был переведен в Министерство внутренних дел, занимал должности земского начальника 2-го участка Лубенского уезда (1900—1904) и непременного члена Полтавского губернского присутствия по земельным и переселенческим делам (1904—1906). Также избирался почетным мировым судьей Лубенского уезда, гласным Лубенского уездного (на 3 трехлетия) и Полтавского губернского (на 2 трехлетия) земств, депутатом дворянства Лубенского уезда (на 2 трехлетия). Кроме того, состоял попечителем Яблоновского детского приюта (1903—1907) и почетным членом Лубенского уездного попечительства детских приютов (с 1903).
14 октября 1906 года назначен исполняющим должность Саратовского вице-губернатора с производством в надворные советники, а через месяц утвержден в должности. По воспоминаним бывшего гласного Саратовской думы Ильи Яковлевича Славина:

Пётр Петрович Стремоухов был у нас губернатором всего около полутора лет... Он очень часто целыми днями проводил время на охоте в самой разношерстной и разночинной компании... Делами по управлению губернией больше заведовал вице-губернатор П. М. Боярский, что откровенно и публично признал сам Стремоухов на торжественном прощальном обеде перед отъездом из Саратова.

Затем занимал посты Гродненского (1912—1913) и Казанского (1913—1917) губернатора.
После 1917 года скрывался в Пятигорске, затем вернулся в родную Полтаву. Известно, что уже в следующем году он находился в Загребе, где в качестве представителя Главного Уполномоченного РОКК занимался организацией приёма трёх пароходов с беженцами из Крыма в 1921 году.
В 1930 году П. М. Боярский, по-прежнему возглавлявший Российское общество Красного Креста в Югославии, был избран председателем вновь созданного (вероятно, по его же инициативе) Объединения русских общественных организаций в Загребе, целью деятельности которого было «объединение русских эмигрантских организаций для противостояния коммунизму в Европе, на Дальнем Востоке и Америке». На этом посту он поддерживал связь с лидерами аналогичных организаций: в Лондоне — В. Г. Коренчевским, в Париже — В. Н. Коковцовым, на Дальнем Востоке — генералом Д. Л. Хорватом. После ухода П. М. Боярского со своего поста в 1935 г., объединение перестало функционировать.
Умер (погиб?) в Загребе 21 апреля 1944.

## Семья
Был женат на Е. Н. Мещериновой. Их дети:
- Елизавета (1912—?)

## Награды
- Орден Святого Станислава 3-й степени (?);
- Орден Святой Анны 3-й степени (1901);
- Орден Святого Станислава 2-й степени (?);
- Орден Святой Анны 2-й степени (1905);
- Орден Святого Владимира 4-й степени (1907).
- Медаль «В память царствования императора Александра III»;
- Медаль «В память русско-японской войны» (1907);
- Медаль «В память 100-летия Отечественной войны 1812 г.»;
- Медаль «В память 300-летия царствования дома Романовых»;
- Знак отличия «за труды по землеустройству» (1913);
- Медаль «За труды по отличному выполнению всеобщей мобилизации 1914 г.».